# Reno (Nevada)
Reno je město ve státě Nevada ve Spojených státech amerických. Je správním střediskem okresu Washoe County. Žije zde přibližně 264 tisíc obyvatel a je tak největším sídlem Nevady mimo metropolitní oblast Las Vegas. Pojmenováno bylo podle generála Jesseho L. Rena.

## Geografie
Reno se nachází v nadmořské výšce 1373 m v údolí řeky Truckee River, na západním okraji kotliny Great Basin, na úpatí stoupání do pohoří Sierra Nevada a nedaleko hranic Kalifornie.
Sousední sídla jsou od severu ve směru hodinových ručiček: Lemmon Valley, Golden Valley, Sun Valley, Sparks, Hidden Valley, Steamboat, Incline Village, Crystal Bay, Verdi, Mogul (všechna v okrese Washoe), Verdi Sierra Pines (okres Sierra, Kalifornie), Verdi, Mogul, Cold Springs a Stead (opět všechna v okrese Washoe).
Reno je rozděleno do osmi čtvrtí (Northvalley, Northeast, Northwest, Old Northwest, Ward 1, Ward 2 South, Ward 2 Central a Ward 3). Každá z nich je řízena tzv. sousedským poradním výborem.
Na severní straně jezera Tahoe se také nachází „historický“ ranč Ponderosa z televizního seriálu Bonanza.

## Historie
V polovině 50. let 19. století se zde usadili první osadníci. V 60. letech společnost Central Pacific Railroad vybudovala první transkontinentální americkou železniční trať a díky vzniku stanice bylo Reno v roce 1868 oficiálně založeno. Městská samospráva byla zřízena v roce 1903. Od legalizace hazardních her v Nevadě v roce 1931 se město začalo prudce rozvíjet.

### Počet obyvatel
| Rok  | Počet   |
| ---- | ------- |
| 1980 | 100 756 |
| 1990 | 133 850 |
| 2000 | 180 480 |
| 2010 | 225 221 |

## Další údaje
Ve městě se nachází nejstarší univerzita Nevady, University of Nevada, Reno (UNR), která byla založena v roce 1864. Studuje na ní přibližně 9400 studentů. Reno je též sídlem diecéze Reno. Ve městě má též sídlo plynařská společnost Sierra Pacific Resources.
Hlavním „průmyslem“ města Reno jsou dnes hazardní hry. Město kvůli odlišení od Las Vegas používá slogan „Největší malé město na světě“. Nejvyšší budova ve městě Reno, Peppermill Hotel and Casino, byla postavena v roce 1995. Je 125 metrů vysoká a má 38 pater.

## Letecká show

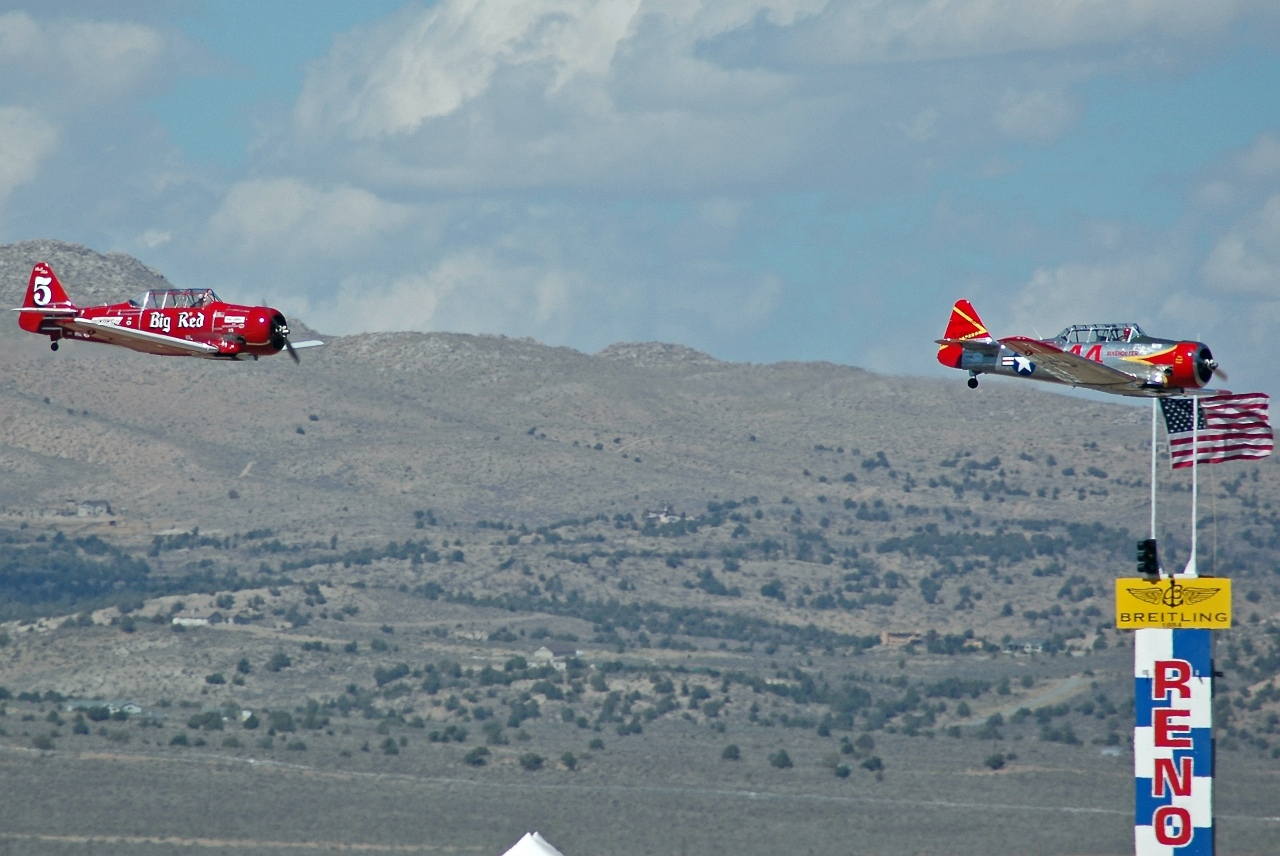
Závod Reno Air

Od roku 1964 se zde pořádají závody Reno Air. V této letecké soutěži, která se od roku 1966 koná na letišti Stead Airfield (asi 24 kilometrů severně od Rena), se závodí s letadly v několika různých kategoriích (např. sportovní letadla, trysková letadla, letadla s pístovými motory, stíhačky z druhé světové války).
Hodnota cen pro vítěze dosahuje 1,1 milionu amerických dolarů. Při počtu až 210 000 návštěvníků soutěž znamená příspěvek více než 50 milionů dolarů pro místní ekonomiku.
Dne 16. září 2011 zde došlo k leteckému neštěstí. Při havárii stíhačky z druhé světové války P-51 Mustang bylo nejméně devět lidí zabito a více než 50 bylo zraněno.

## Partnerská města
- Fo-šan, Čína
- Chacor ha-Glilit, Izrael
- Nalčik, Rusko
- Šen-čen, Čína
- Tchaj-čung, Tchaj-wan
- Udon Thani, Thajsko
- Yellowknife, Kanada

## Rodáci
- Kristoffer Polaha (* 1977), herec[4]
- Shannon Bahrke (* 1980), akrobatická lyžařka[5]
- Julia Mancuso (* 1984), americká lyžařka, olympijská medailistka[6]
- David Wise (* 1990), akrobatický lyžař, mistr světa a olympijský vítěz[7]
- David Taylor (* 1990), zápasník–volnostylař[8]
- Jacob Dalton (* 1991), sportovní gymnasta[9]